# Great War Remembrance Race 2018
La 1.ª edición de la clásica ciclista Great War Remembrance Race fue una carrera en Bélgica que se celebró el 24 de agosto de 2018 sobre un recorrido de 192,7 kilómetros con inicio en el municipio de Nieuwpoort, situada en la provincia de Flandes Occidental, y final en la ciudad de Ypres situada en la zona de Westhoek.
La carrera formó parte del UCI Europe Tour 2018, dentro de la categoría 1.1, y fue ganada por el estonio Mihkel Räim del Israel Cycling Academy. Completaron el podio, como segundo y tercer clasificado respectivamente, el polaco Paweł Bernas del CCC Sprandi Polkowice y el belga Preben Van Hecke del Sport Vlaanderen-Baloise.

## Equipos participantes
Tomaron parte en la carrera 23 equipos: 4 de categoría UCI WorldTeam; 11 de categoría Profesional Continental; y 8 de categoría Continental. Formando así un pelotón de 154 ciclistas de los que acabaron 72. Los equipos participantes fueron:
| WorldTeams (4)- BMC Racing Team - Quick-Step Floors - Team Sunweb - Lotto Soudal Equipos continentales profesionales (11)- Aqua Blue Sport - CCC Sprandi Polkowice - Cofidis, Solutions Crédits - Direct Énergie - Israel Cycling Academy - Roompot-Nederlandse Loterij - Sport Vlaanderen-Baloise - Vérandas Willems-Crelan - Vital Concept - Wanty-Groupe Gobert - WB-Aqua Protect-Veranclassic Equipos continentales (8)- AGO-Aqua Service - Cibel-Cebon - Madison Genesis - T.Palm-Pôle Continental Wallon - Tarteletto-Isorex - Coop - Vorarlberg-Santic - Wiggins |
| |

## Clasificación final
- Las clasificaciones finalizaron de la siguiente forma:[4]

| \| Clasificación general \| Clasificación general \| Clasificación general \| Clasificación general \| Clasificación general \| \| Ciclista \| Ciclista \| Equipo \| Tiempo \| \| \| --------------------- \| --------------------- \| --------------------------- \| --------------------- \| --------------------- \| \| 1.º \| Mihkel Räim \| Israel Cycling Academy \| 4 h 18 min 25 s \| \| \| 2.º \| Paweł Bernas \| CCC Sprandi Polkowice \| + 4 s \| \| \| 3.º \| Preben Van Hecke \| Sport Vlaanderen-Baloise \| + 4 s \| \| \| 4.º \| Jan-Willem van Schip \| Roompot-Nederlandse Loterij \| + 10 s \| \| \| 5.º \| Yves Lampaert \| Quick-Step Floors \| + 13 s \| \| \| 6.º \| Fabio Jakobsen \| Quick-Step Floors \| + 13 s \| \| \| 7.º \| Tom Devriendt \| Wanty-Groupe Gobert \| + 13 s \| \| \| 8.º \| Moreno Hofland \| Lotto-Soudal \| + 13 s \| \| \| 9.º \| Michael Schär \| BMC Racing Team \| + 13 s \| \| \| 10.º \| Zico Waeytens \| Verandas Willems-Crelan \| + 16 s \| \| |                      |                             |                 |
| |                      |                             |                 |
| Fuente: ProCyclingStats |                      |                             |                 |
| Clasificación general |                      |                             |                 |
| Ciclista | Ciclista             | Equipo                      | Tiempo          |
| 1.º | Mihkel Räim          | Israel Cycling Academy      | 4 h 18 min 25 s |
| 2.º | Paweł Bernas         | CCC Sprandi Polkowice       | + 4 s           |
| 3.º | Preben Van Hecke     | Sport Vlaanderen-Baloise    | + 4 s           |
| 4.º | Jan-Willem van Schip | Roompot-Nederlandse Loterij | + 10 s          |
| 5.º | Yves Lampaert        | Quick-Step Floors           | + 13 s          |
| 6.º | Fabio Jakobsen       | Quick-Step Floors           | + 13 s          |
| 7.º | Tom Devriendt        | Wanty-Groupe Gobert         | + 13 s          |
| 8.º | Moreno Hofland       | Lotto-Soudal                | + 13 s          |
| 9.º | Michael Schär        | BMC Racing Team             | + 13 s          |
| 10.º | Zico Waeytens        | Verandas Willems-Crelan     | + 16 s          |

## UCI World Ranking
La Great War Remembrance Race otorga puntos para el UCI Europe Tour 2018 y el UCI World Ranking, este último para corredores de los equipos en las categorías UCI WorldTeam, Profesional Continental y Equipos Continentales. Las siguientes tablas muestran el baremo de puntuación y los 10 corredores que obtuvieron más puntos:
| Posición              | 1.º | 2.º | 3.º | 4.º | 5.º | 6.º | 7.º | 8.º | 9.º | 10.º | 11.º | 12.º | 13.º-15.º | 16.º-25.º |
| Clasificación general | 125 | 85  | 70  | 60  | 50  | 40  | 35  | 30  | 25  | 20   | 15   | 10   | 5         | 3         |

| 1.º  | Mihkel Räim          | Israel Cycling Academy      | 125 |
| 2.º  | Paweł Bernas         | CCC Sprandi Polkowice       | 85  |
| 3.º  | Preben Van Hecke     | Sport Vlaanderen-Baloise    | 70  |
| 4.º  | Jan-Willem van Schip | Roompot-Nederlandse Loterij | 60  |
| 5.º  | Yves Lampaert        | Quick-Step Floors           | 50  |
| 6.º  | Fabio Jakobsen       | Quick-Step Floors           | 40  |
| 7.º  | Tom Devriendt        | Wanty-Groupe Gobert         | 35  |
| 8.º  | Moreno Hofland       | Lotto Soudal                | 30  |
| 9.º  | Michael Schär        | BMC Racing                  | 25  |
| 10.º | Zico Waeytens        | Vérandas Willems-Crelan     | 20  |